# علوم پایه پزشکی

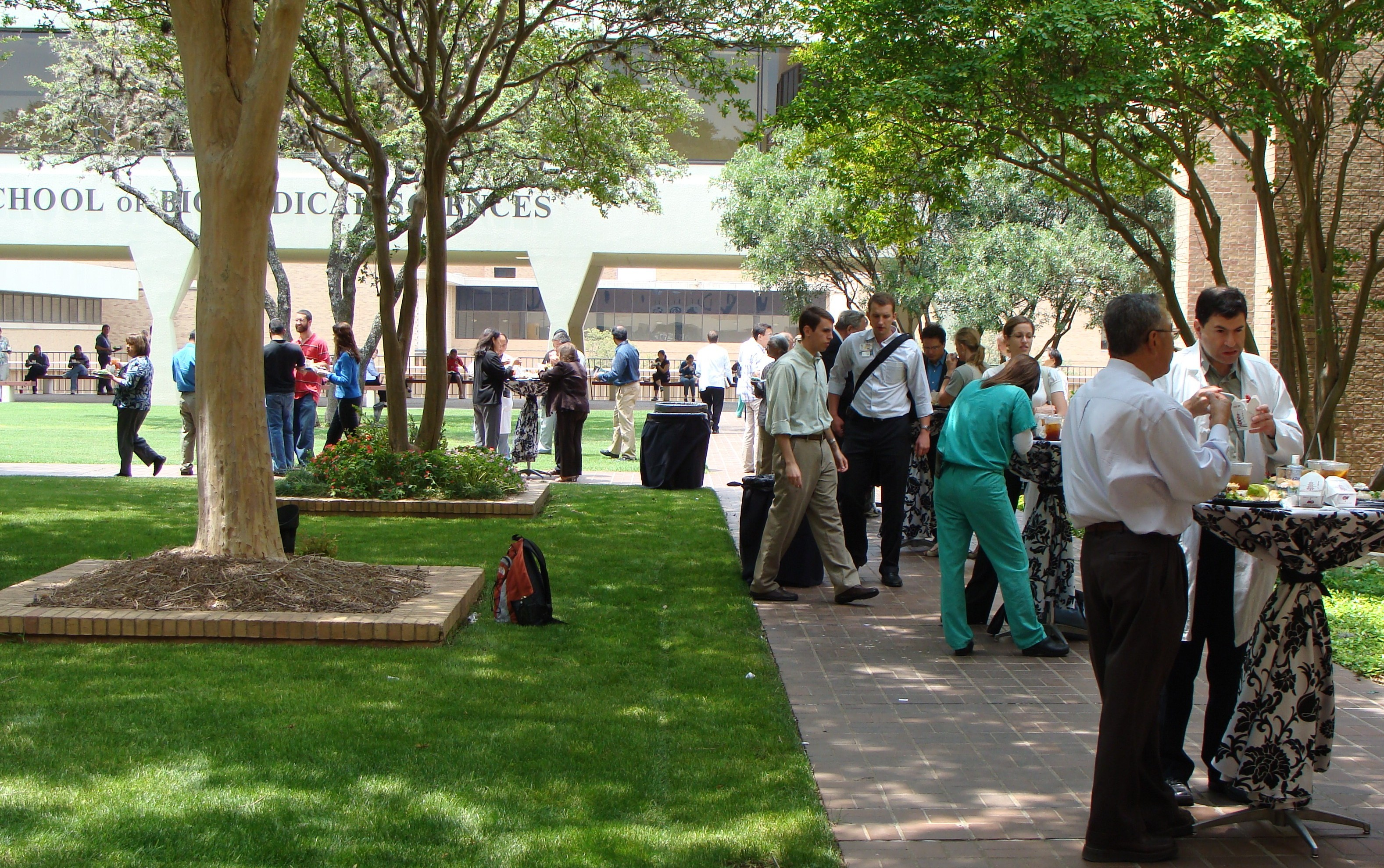
دانشجویان و استادان دانشکده علوم پایۀ پزشکی مرکز علوم درمانی دانشگاه تگزاس در سن آنتونیو.

علوم پایۀ پزشکی نام گروهی از رشته‌های علوم پایه است که هدف و کاربرد آن‌ها مستقیما در خدمت علم پزشکی می‌باشد. به عبارتی دیگر، وجه مشترک علوم زیستی، فیزیک، شیمی با علوم پزشکی اند. عمدتا این رشته‌ها اشکال کاربردی علوم زیستی هستند. برخلاف این رشته‌ها، علوم پایه به گروهی از علوم شامل علوم زیستی، شیمی، فیزیک، زمین‌شناسی و ریاضیات گفته می‌شود که بی توجه به کاربرد تحقیقات و صرفا به منظور درک یک حقیقت و لذت از پژوهش انجام می‌شوند. تحقیقات بنیادین علوم پایه معمولاً صرفا به تولید دانش می‌انجامند اگر چه ممکن است که تحقیقات آنان بعدا جنبه کاربردی بیابد، لیکن بر خلاف تحقیقات علوم کاربردی در ابتدا با هدف حل یک مشکل انجام نمی‌شوند. برای مثال پروتئین‌های دخیل در چرخه سلولی ابتدا توسط یک زیست‌شناس بنام پل ماکسیم نرس در مخمر کشف شد. اما امروزه در علوم پایۀ پزشکی یا پزشکی همین پروتئین‌ها هدف مطالعات درمان سرطان انسانی هستند یا کشف ساختار DNA توسط یک زیست‌شناس بنام جیمز واتسون و همکار فیزیکدانش بنام فرانسیس کریک انجام شد.
لیست برخی از رشته‌ها که در ایران تحت عنوان علوم پایۀ پزشکی تدریس می‌شود.
- کالبدشناسی
  - بافت‌شناسی
  - آناتومی ماکرو
  - جنین‌شناسی
- زیست‌شیمی
- تغذیه
- میکروب‌شناسی
  - باکتری‌شناسی
  - بافت‌شناسی
  - گیاه‌شناسی
- انگل‌شناسی
- فیزیولوژی
- فیزیک پزشکی
  - پرتوشناسی تشخیصی
  - پزشکی هسته‌ای
  - رادیوبیولوژی (پرتوزیست‌شناسی)
  - محافظت از پرتو
- ژنتیک پزشکی
- آسیب‌شناسی
زیست شناسی یاخته‌ای
- قارچ‌شناسی
- جانورشناسی
- اغلب موسسات علوم پایۀ پزشکی، مدرک دکترا از نوع PhD ارائه می‌دهند. با اینحال بسیاری از همان موسسات نیز دوره‌های رزیدنتی  و دوره‌های تخصصی برای پزشکان نیز دارند.